# Prinsepia uniflora
Prinsepia uniflora là loài thực vật có hoa trong họ Hoa hồng. Loài này được Batalin miêu tả khoa học đầu tiên năm 1892.

## Hình ảnh

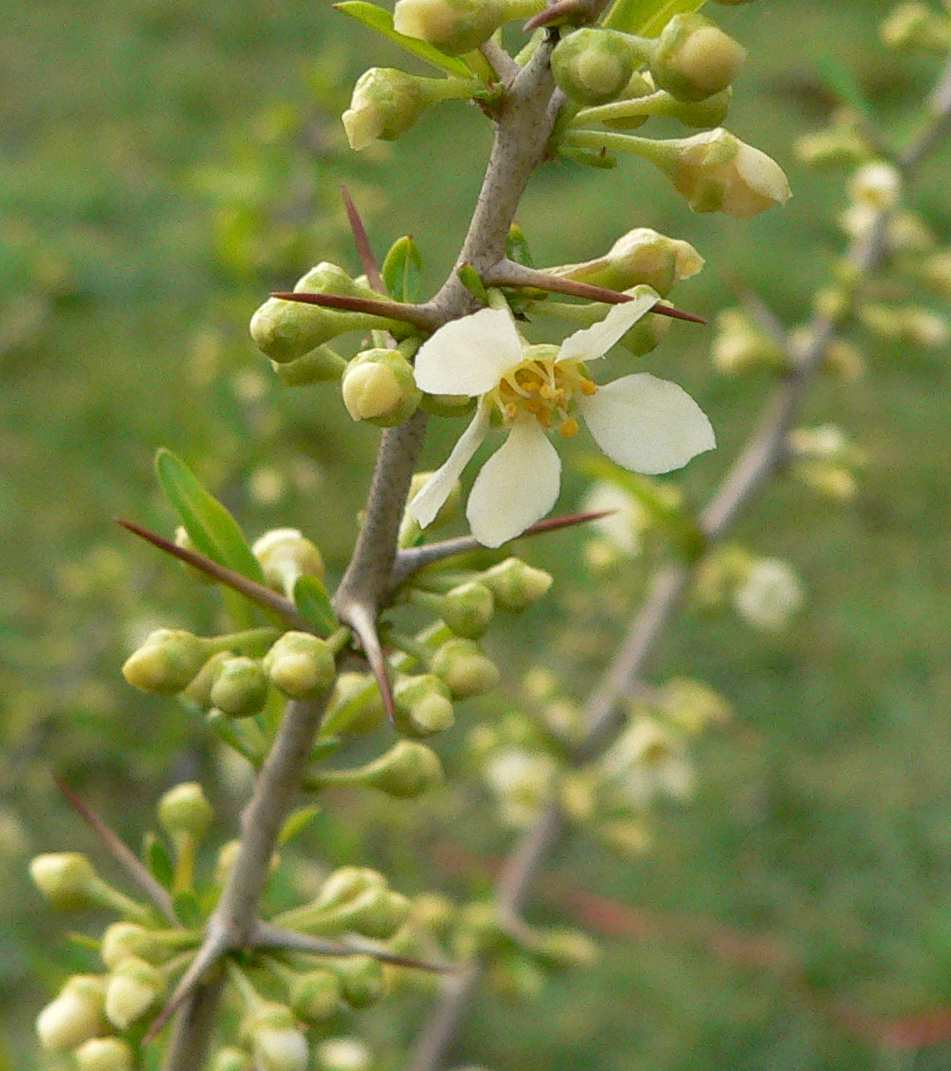
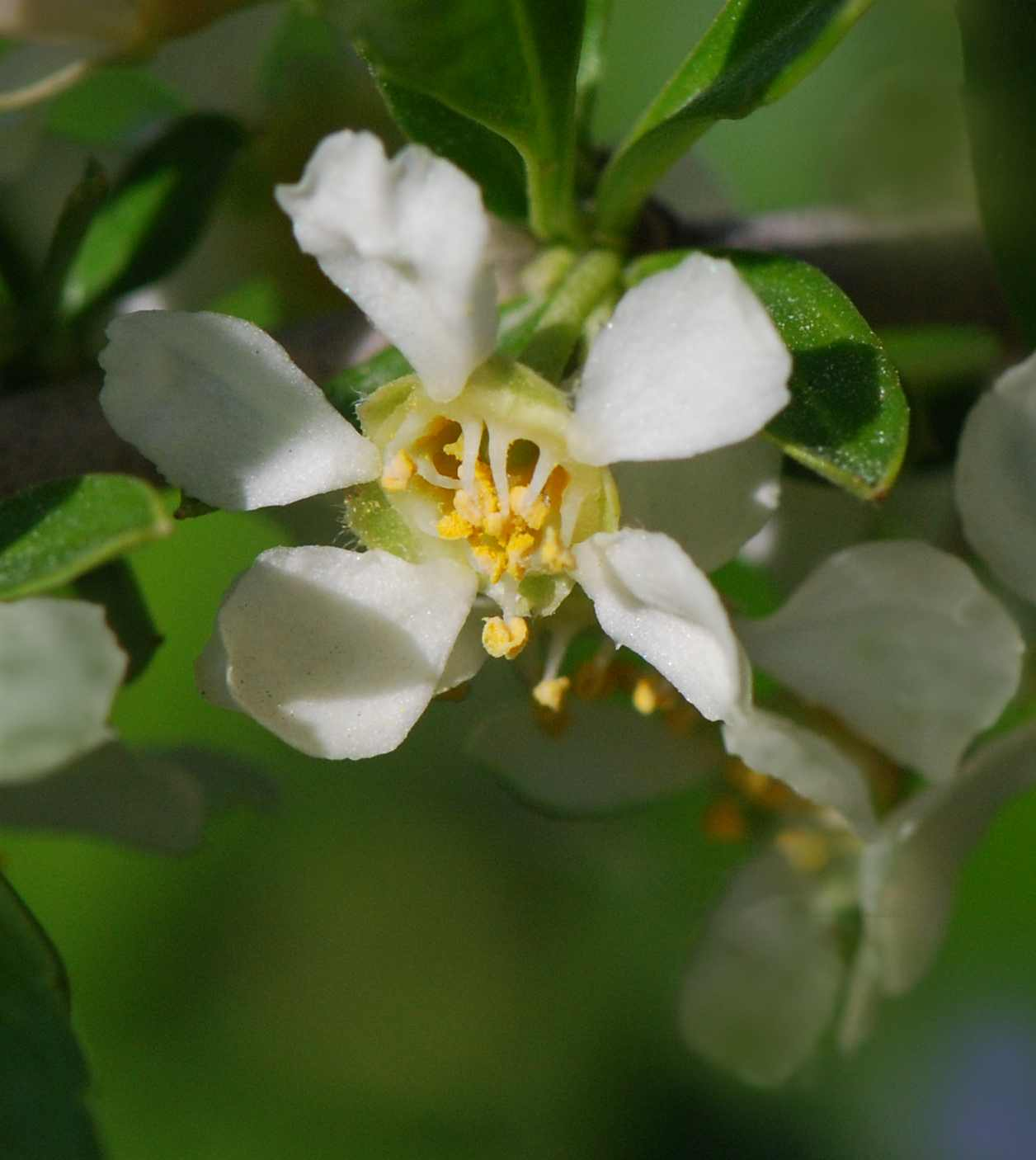
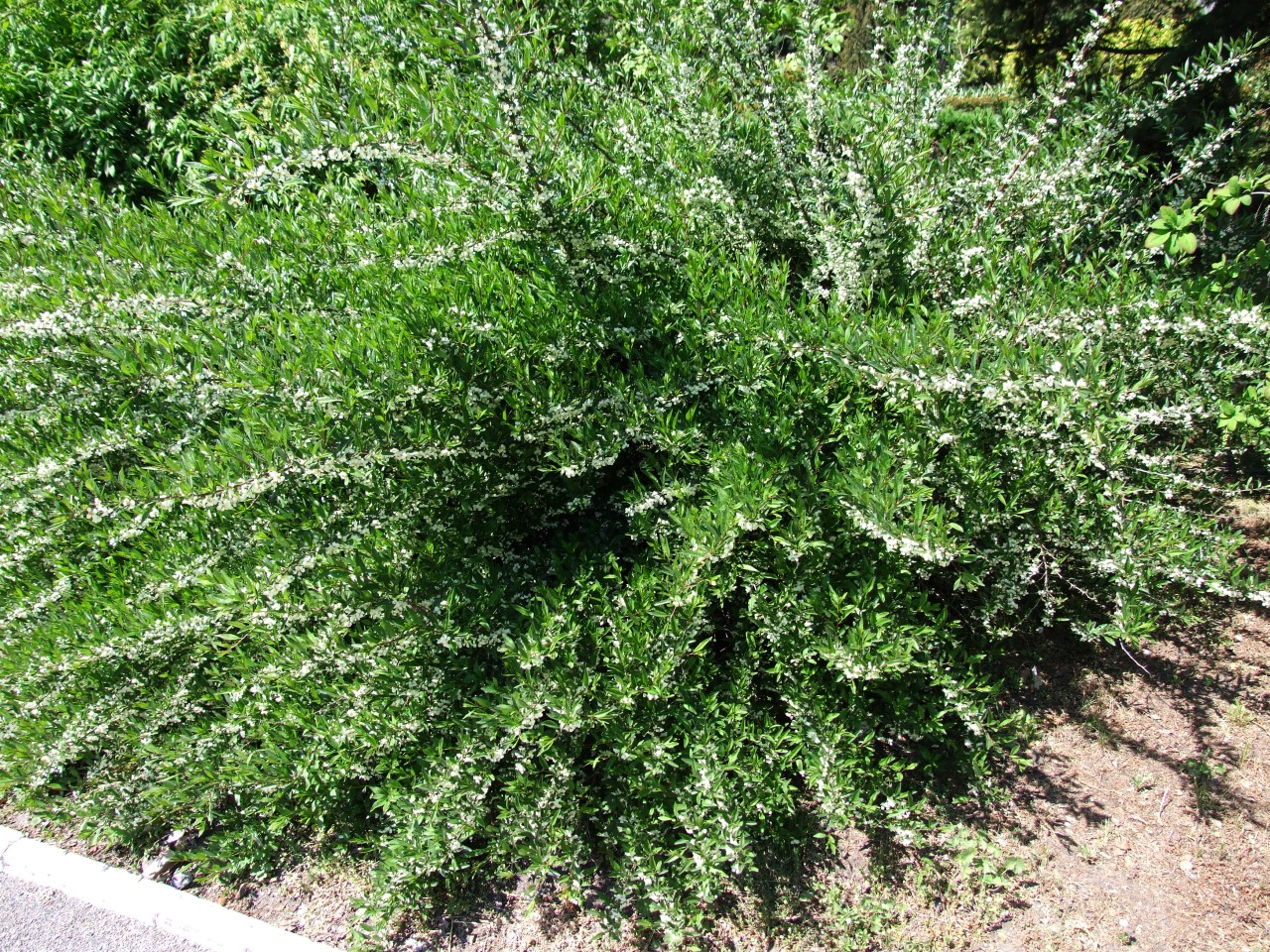